# Riou-archipel
De Riou-archipel is een groep van Franse eilanden die in de Middellandse Zee liggen voor Cap Croisette. De eilanden behoren tot de agglomeratie Marseille. 
| Eiland      | Lengte | Hoogte | Opmerking           |
| ----------- | ------ | ------ | ------------------- |
| Riou        | 2 km   | 191 m  | Het grootste eiland |
| Calseraigne | 1 km   | 22 m   |                     |
| Jarre       | 1 km   | 58 m   |                     |
| Maïre       | 0,9 km | 138 m  |                     |
| Tiboulen    | 0,1 km | 49 m   |                     |

Daarnaast zijn er nog verschillende kleine eilandjes, zoals Congloué bij het eiland Riou, en Jarron bij Jarre. De eilanden zijn onbewoond en maken onderdeel uit van het Parc National des Calanques.

## Varia
- Bij de Riou-archipel kwam de Franse piloot Antoine de Saint-Exupéry, de schrijver van de kleine prins, met zijn Lockheed Lightning P38 om het leven.
- In 1978 werd het wrak van de Grand Saint Antoine teruggevonden onder water in een kreek van het Île de Jarre op een diepte tussen 10 en 18 meter. Dit is het schip dat in 1720 de pest binnenbracht in Marseille. Deze epidemie kostte het leven aan ongeveer 100.000 mensen. Het schip werd er in 1720 in brand gestoken en gezonken.[1]